# Hyperlopha catenata
Hyperlopha catenata là một loài bướm đêm trong họ Noctuidae.